# Revisorkandidat
Revisorkandidat eller cand.merc.aud. (candidatus/candidata mercaturae et auditoris) er en kandidatuddannelse i revision, som tilbydes af flere universiteter i Danmark.
Uddannelsen giver kompetencer indenfor følgende områder: revision, regnskab, økonomi og jura og udgør den teoretiske del af uddannelsen til statsautoriseret revisor.
Uddannelsen kan læses på Copenhagen Business School, Aalborg Universitet, Aarhus Universitet og Syddansk Universitet.

## Kendte danskere med titlen cand.merc.aud.
- Jeff Gravenhorst, chef for ISS
- Lone Strøm, Rigsrevisor[3]
- Thomas Hofman-Bang, direktør for KPMG 2014 P/S
- Hans Andersen (politiker), medlem af Folketinget[4]